# Tipula rohweri
Tipula rohweri är en tvåvingeart som beskrevs av Doane 1911. Tipula rohweri ingår i släktet Tipula och familjen storharkrankar. Inga underarter finns listade i Catalogue of Life.